# Hans-Jürgen Andexer
Hans-Jürgen Andexer (* 19. Dezember 1950 in Dortmund) ist ein ehemaliger deutscher Fußballspieler.

## Karriere
Andexer stammt aus Dortmund und wurde in der Jugend von Borussia Dortmund groß. Von 1968 bis 1970 gehörte er als Vertragsamateur zum Bundesligaaufgebot des BVB, bestritt jedoch kein Spiel. 1970 wechselte Andexer zum westfälischen Landesligisten VfB Altena, dem auch Alfons Sikora und Ingo Peter entstammten. 1973 gelang ihm mit dem Klub aus dem Sauerland der Aufstieg in die damals drittklassige Verbandsliga Westfalen. 1974 holte ihn Trainer Klaus-Dieter Ochs, der Andexer noch aus Dortmunder Jugendzeiten kannte, zum VfL Osnabrück. Als Stammspieler absolvierte er dort von 1974 bis 1976 insgesamt 51 Spiele in der 2. Liga Nord und erzielte dabei sieben Tore. 1976 kehrte Hans-Jürgen Andexer zum VfB Altena zurück, mit welchem er sich 1978 für die neu gegründete Amateuroberliga Westfalen qualifizierte. 1980 erfolgte eine Verpflichtung des SuS Hüsten 09. Dort spielte Andexer bis zu seinem 35. Lebensjahr in der Oberliga.
Mit der Westfalenauswahl gewann er 1978 zusammen mit dem späteren Nationalspieler Matthias Herget den Amateur-Länderpokal.
Nach dem Ende seiner Aktivenlaufbahn erwarb Andexer seine Trainer-B-Lizenz und war bis 2009 als Trainer in der Kreis- und Bezirksliga aktiv. Zudem war er mindestens im Jahr 1997 für die Traditionsmannschaft Borussia Dortmunds aktiv.
Beruflich war Andexer viele Jahre für den Sportartikelhersteller Puma tätig.